# Aidan Gillen
Aidan Gillen (n. 24 aprilie 1968, Dublin, Irlanda) este un actor irlandez. Este cel mai cunoscut pentru portretizarea personajelor Petyr Baelish din serialul HBO Urzeala tronurilor (2011–17), Aberama Gold  în serialul Peaky Blinders, Tommy Carcetti în serialul HBO The Wire (2004–08), Stuart Alan Jones în serialul Channel 4 Queer as Folk (1999–2000), John Boy în serialul RTÉ Love/Hate (2010–11) și a agentului CIA Bill Wilson în filmul The Dark Knight Rises (2012). În 2019 joacă rolul profesorului și ufologului J. Allen Hynek în serialul History Project Blue Book.

## Filmografie

### Film
| An   | Titlu                               | Rol                   | Note                      |
| ---- | ----------------------------------- | --------------------- | ------------------------- |
| 1985 | The Drip                            | Young Guy             | Scurtmetraj               |
| 1987 | The Lonely Passion of Judith Hearne | Youth at Liquor Store | Menționat ca Aidan Murphy |
| 1988 | The Courier                         | Boy                   | Menționat ca Aidan Murphy |
| 1995 | Circle of Friends                   | Aidan Lynch           |                           |
| 1996 | Some Mother's Son                   | Gerard Quigley        |                           |
| 1997 | Mojo                                | Baby                  |                           |
| 1998 | Gold in the Streets                 | Paddy                 |                           |
| 1998 | Amazing Grace                       | Young Man             | Scurtmetraj               |
| 1999 | Buddy Boy                           | Francis               |                           |
| 2000 | The Second Death                    | Pool Player           | Scurtmetraj               |
| 2000 | The Low Down                        | Frank                 |                           |
| 2001 | My Kingdom                          | Barry Puttnam         |                           |
| 2001 | Robertson Major                     | William Robertson     | Scurtmetraj               |
| 2002 | The Final Curtain                   | Dave Turner           |                           |
| 2003 | Photo Finish                        | Joe Wilde             |                           |
| 2003 | Shanghai Knights                    | Lord Nelson Rathbone  |                           |
| 2003 | Burning the Bed                     | Stephen               | Scurtmetraj               |
| 2006 | Trouble with Sex                    | Conor                 |                           |
| 2008 | Blackout                            | Karl                  |                           |
| 2009 | 12 Rounds                           | Miles Jackson         |                           |
| 2009 | Spunkbubble                         | Dessie                | Scurtmetraj               |
| 2009 | Runners                             | Terry                 | Scurtmetraj               |
| 2010 | Treacle Jr.                         | Aidan                 |                           |
| 2011 | Wake Wood                           | Patrick Daley         |                           |
| 2011 | Blitz                               | Barry Weiss           |                           |
| 2012 | The Dark Knight Rises               | CIA Agent Bill Wilson |                           |
| 2012 | Shadow Dancer                       | Gerry                 |                           |
| 2012 | Ekki Múkk                           | Little One            | Scurtmetraj               |
| 2012 | The Good Man                        | Michael               |                           |
| 2013 | Scrapper                            | Ray                   |                           |
| 2013 | The Note                            | Lars                  | Scurtmetraj               |
| 2013 | Mister John                         | Gerry Devine          |                           |
| 2013 | Beneath the Harvest Sky             | Clayton               |                           |
| 2013 | Song                                | Dan                   | Scurtmetraj               |
| 2014 | Calvary                             | Dr. Frank Harte       |                           |
| 2014 | Still                               | Carver                |                           |
| 2014 | Song                                | Dan                   | Scurtmetraj               |
| 2014 | Ambition                            | Master                | Scurtmetraj               |
| 2015 | You're Ugly Too                     | Will                  |                           |
| 2015 | Maze Runner: The Scorch Trials      | Janson                |                           |
| 2016 | Sing Street                         | Robert                |                           |
| 2017 | The Lovers                          | Robert                |                           |
| 2017 | King Arthur: Legend of the Sword    | Goosefat Bill         |                           |
| 2018 | Maze Runner: The Death Cure         | Janson                |                           |
| 2018 | Bohemian Rhapsody                   | John Reid             |                           |

### Televiziune
| An        | Titlu                       | Rol                        | Note                                     |
| --------- | --------------------------- | -------------------------- | ---------------------------------------- |
| 1982      | Wanderly Wagon              | Shadow                     |                                          |
| 1990      | The Play on One             | Harry                      | Episodul: "Killing Time"                 |
| 1992      | An Ungentlemanly Act        | Marine Wilcox              | Film TV                                  |
| 1993      | A Handful of Stars          | Tony                       | Film TV                                  |
| 1993      | Belfry                      | Dominic                    | Film TV                                  |
| 1993      | The Bill                    | Jeff Barratt               | Episodul: "Play the Game"                |
| 1993      | Screenplay                  | Gypo                       | Episodul: "Safe"                         |
| 1994      | In Suspicious Circumstances | James Crozier              | Episodul: "To Encourage the Others"      |
| 1999–2000 | Queer as Folk               | Stuart Alan Jones          | 10 episoade                              |
| 2000      | The Darkling                | Jeff Obold                 | Film TV                                  |
| 2000      | Lorna Doone                 | Carver Doone               | Film TV                                  |
| 2001      | Dice                        | Glenn Taylor               | 2 episoade                               |
| 2002      | First Communion Day         | Seamus                     | Film TV                                  |
| 2003      | Agatha Christie's Poirot    | Amyas Crale                | Episodul: "Five Little Pigs"             |
| 2004–2008 | The Wire                    | Thomas J. "Tommy" Carcetti | 35 episoade                              |
| 2005      | Law & Order: Trial by Jury  | Jimmy Colby                | Episodul: "Vigilante"                    |
| 2005      | The Last Detective          | Steve Fallon               | Episodul: "Willesden Confidential"       |
| 2005      | Walk Away and I Stumble     | Paul                       | Film TV                                  |
| 2009      | Freefall                    | Gus                        | Film TV                                  |
| 2010      | Thorne                      | Phil Hendricks             | 6 episoade                               |
| 2010      | Identity                    | DI John Bloom              | 6 episoade                               |
| 2010–2011 | Love/Hate                   | John Boy Power             | 10 episoade                              |
| 2011–2017 | Game of Thrones             | Petyr Baelish              | 41 episoade                              |
| 2011–2013 | Other Voices                | Rolul său (gazdă)          |                                          |
| 2013      | Mayday                      | Everett Newcombe           | 5 episoade                               |
| 2015      | Charlie                     | Charles J. Haughey         | 3 episoade                               |
| 2017      | Urban Myths                 | Timothy Leary              | Episodul: "Cary Grant and Timothy Leary" |
| 2017      | Peaky Blinders              | Aberama Gold               | 5 episoade                               |
| 2018      | Dave Allen At Peace         | Dave Allen                 | Film TV                                  |
| 2019      | Project Blue Book           | J. Allen Hynek             |                                          |

### Videoclipuri
| An   | Titlu       | Artist        |
| ---- | ----------- | ------------- |
| 2012 | "Ekki múkk" | Sigur Rós     |
| 2014 | Valentine   | I Draw Slow   |
| 2016 | Cameo       | Mick Flannery |

### Cărți audio
| An   | Titlu                                  | Note                             |
| ---- | -------------------------------------- | -------------------------------- |
| 1994 | Paddy Clarke Ha Ha Ha                  | ASIN B0051H6FW4,                 |
| 1995 | Felicia's Journey                      | ASIN B000PYA4MA, ASIN B002X7UY36 |
| 1995 | The Barrytown Trilogy: The Commitments | ASIN B002SQCXX6                  |
| 1998 | Irish Short Stories                    |                                  |
| 2010 | The Poetry of Ireland                  | ASIN B003GQ6S2O                  |
| 2015 | The Art of War                         |                                  |

### Radio
| An   | Titlu           | Note        |
| ---- | --------------- | ----------- |
| 2013 | The Last Tycoon | BBC Radio 4 |

### Jocuri video
| An   | Titlu         | Rol                                         |
| ---- | ------------- | ------------------------------------------- |
| 2016 | Quantum Break | Paul Serene (captare digitală a mișcărilor) |

## Teatru
| An   | Titlu                                  | Rol               | Note                             |
| ---- | -------------------------------------- | ----------------- | -------------------------------- |
| 1981 | The Do-It-Yourself Frankenstein Outfit | Robot             | Dublin Youth Theatre             |
| 1988 | The Wexford Trilogy: A Hand of Stars   | Tony              | Bush Theatre                     |
| 1989 | Juno and the Paycock                   | Soldier           | Royal National Theatre           |
| 1989 | Blue                                   | Ed Ache / Fred    | National Theatre Studio          |
| 1989 | The Long Way Round                     | Albin             | Royal National Theatre           |
| 1989 | The Water Engine                       | Bernie            | Hampstead Theatre                |
| 1990 | Lovers Meeting                         | Joe Hession       | Druid Theatre Company            |
| 1991 | The Patriot Game                       | Pearse            | Abbey Theatre                    |
| 1991 | The Wexford Trilogy: Belfry            | Dominic           | Bush Theatre                     |
| 1992 | Drama at Inish                         | Eddie Twohig      | Abbey Theatre                    |
| 1993 | The Wexford Trilogy                    | Tony / Dominic    | Abbey Theatre                    |
| 1993 | Marvin's Room                          | Hank              | Hampstead Theatre Comedy Theatre |
| 1994 | The Playboy of the Western World       | Christopher Mahon | Almeida Theatre                  |
| 1995 | Mojo                                   | Skinny            | Royal Court Theatre              |
| 2000 | The Tempest                            | Ariel             | Almeida Theatre                  |
| 2001 | Platonov                               | Platonov          | Almeida Theatre                  |
| 2003 | The Caretaker                          | Mick              | Roundabout Theatre               |
| 2005 | Someone Who'll Watch Over Me           | Edward            | New Ambassadors Theatre          |
| 2007 | American Buffalo                       | Teach             | Gate Theatre                     |
| 2007 | Glengarry Glen Ross                    | Richard Roma      | Apollo Theatre                   |
| 2015 | The Dead                               |                   | Sam Wanamaker Playhouse          |

## Premii și nominalizări
| An   | Lucrare                        | Premiu                                                                                 | Rezultat     |
| ---- | ------------------------------ | -------------------------------------------------------------------------------------- | ------------ |
| 2000 | Queer as Folk                  | British Academy Television Award for Best Actor                                        | Nominalizare |
| 2000 | The Low Down                   | Edinburgh International Film Festival for Best British Newcomer                        | Câștigat     |
| 2004 | The Caretaker                  | Drama Desk Award for Outstanding Featured Actor in a Play                              | Nominalizare |
| 2004 | The Caretaker                  | Outer Critics Circle Award for Outstanding Featured Actor in a Play                    | Nominalizare |
| 2004 | The Caretaker                  | Tony Award for Best Featured Actor in a Play                                           | Nominalizare |
| 2009 | The Wire                       | Irish Film and Television Award for Actor in a Lead Role Television                    | Câștigat     |
| 2010 | Treacle Jr.                    | British Independent Film Award for Best Performance by an Actor                        | Nominalizare |
| 2011 | Treacle Jr.                    | Milan International Film Festival Award for Best Actor                                 | Câștigat     |
| 2012 | Love/Hate                      | Irish Film and Television Award for Actor in a Lead Role Television                    | Câștigat     |
| 2012 | Game of Thrones                | Irish Film and Television Award for Actor in a Supporting Role Television              | Nominalizare |
| 2012 | Game of Thrones                | Screen Actors Guild Award for Outstanding Performance by an Ensemble in a Drama Series | Nominalizare |
| 2014 | Game of Thrones                | Irish Film and Television Award for Actor in a Supporting Role Television              | Nominalizare |
| 2015 | Charlie                        | Irish Film and Television Award for Actor in a Lead Role Television                    | Câștigat     |
| 2015 | Game of Thrones                | Empire Hero Award                                                                      | Câștigat     |
| 2016 | Game of Thrones                | Screen Actors Guild Award for Outstanding Performance by an Ensemble in a Drama Series | Nominalizare |
| 2016 | Maze Runner: The Scorch Trials | Teen Choice Award for Choice Movie Villain                                             | Nominalizare |
| 2017 | Quantum Break                  | NAVGTR Award for Supporting Performance in a Drama                                     | Câștigat     |
| 2018 | Maze Runner: The Death Cure    | Teen Choice Award for Choice Movie Villain                                             | Nominalizare |

## Legături externe
- Aidan Gillen la Internet Movie Database
- The Guardian profile, 2012